# Becaplermin
Becaplermin  è il principio attivo di indicazione specifica contro le ulcere (specialmente quelle diabetiche neuropatiche), il farmaco non è commercializzato in Italia. Si trova soto forma di pomata ad uso topico con il nome Regranex (Janssen - Cilag) ed è un fattore di crescita ricombinante, il PDGF (Platelet-derived Growth Factor) prodotto in Saccharomyces cerevisae. 

## Indicazioni
Viene utilizzato come terapia contro vari tipi di ulcera come le più particolari ulcera da decubito e le ulcere diabetiche neuropatiche

## Controindicazioni
Sconsigliato in caso di coesistenza tumorale, da evitare in caso di gravidanza e ipersensibilità nota al farmaco.

## Dosaggi
Si appoggia al derma dopo ogni lavaggio, quando sono trascorse 12 ore si può levare la benda.

## Effetti indesiderati
Data la sua pochezza in fatto di tempistica in commercio è stato riscontrato soltanto il rash cutaneo come effetto indesiderato.